# Gran maestri di Malta
Il seguente è l'elenco dei Gran maestri di Malta, allorché i Cavalieri di Rodi, sconfitti dagli ottomani, trovarono rifugio nell'isola, appartenente al regno di Sicilia (concessa dall'imperatore Carlo V), ed esercitarono il potere temporale per 269 anni, dal 1530 al 1799. Furono ventotto e vi rimasero fino all'occupazione napoleonica. Venivano onorati come gli altri regnanti, ma con il trattamento di Sua Altezza Eminentissima o Sua Altezza Serenissima.

Blasone dell'Ordine di Malta

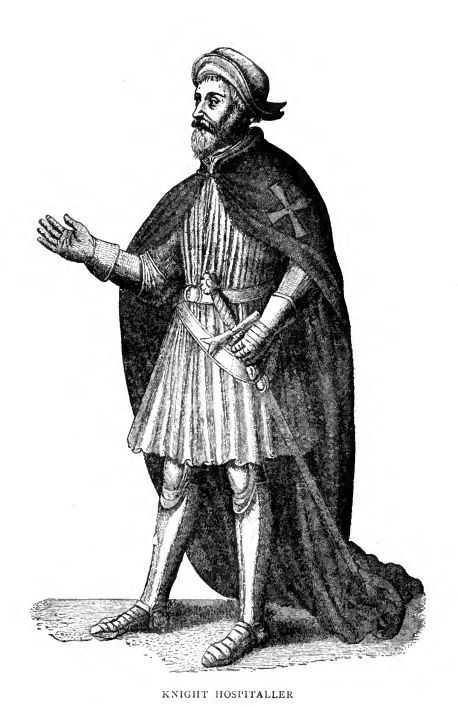
Cavaliere di Malta

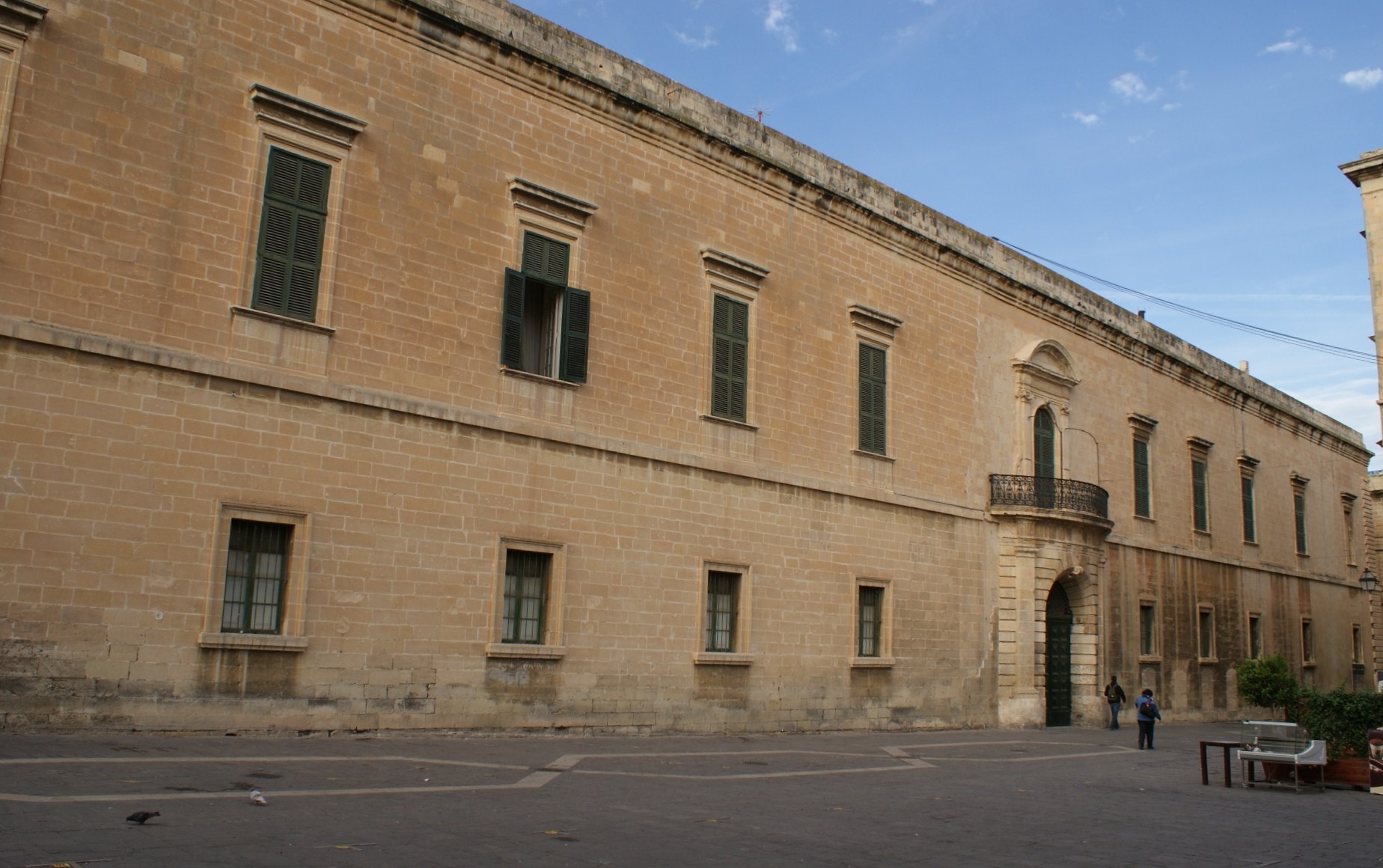
Palazzo Magistrale

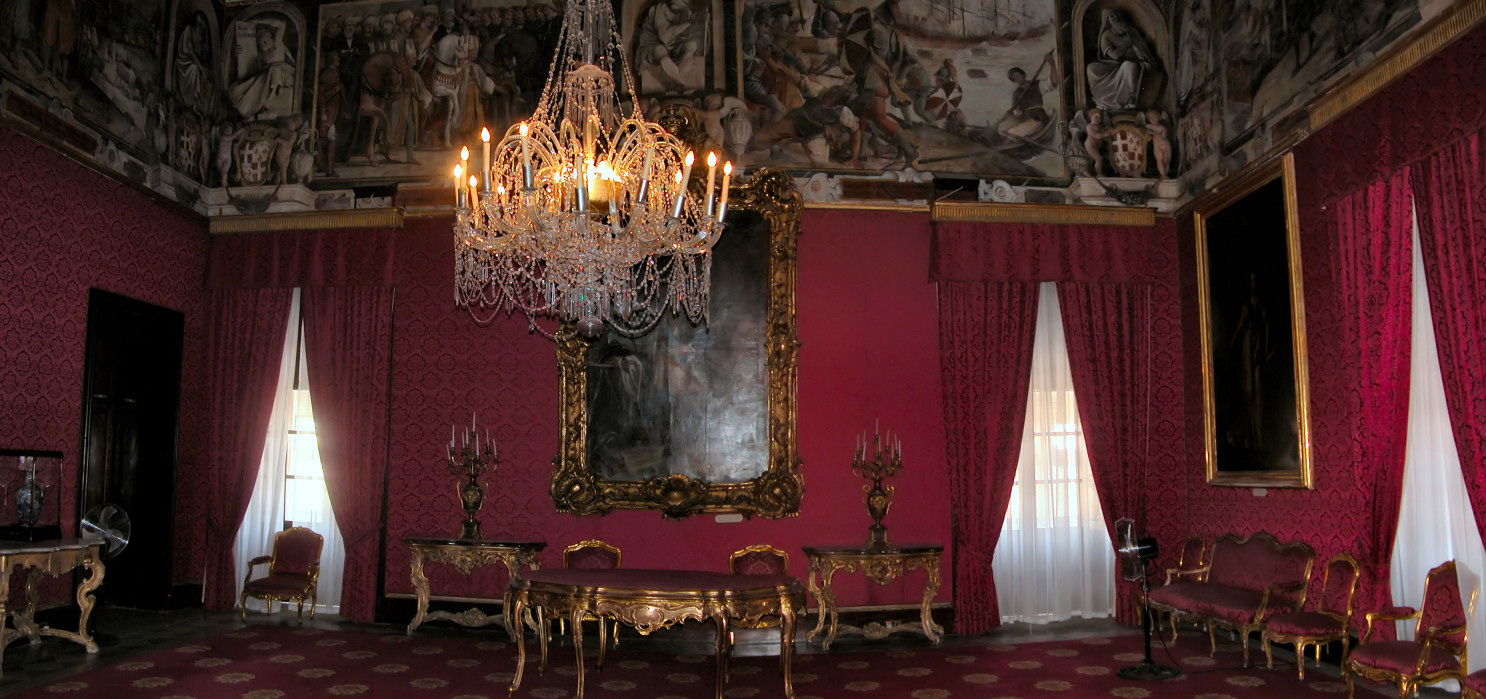
Palazzo del Gran maestro: la sala rossa

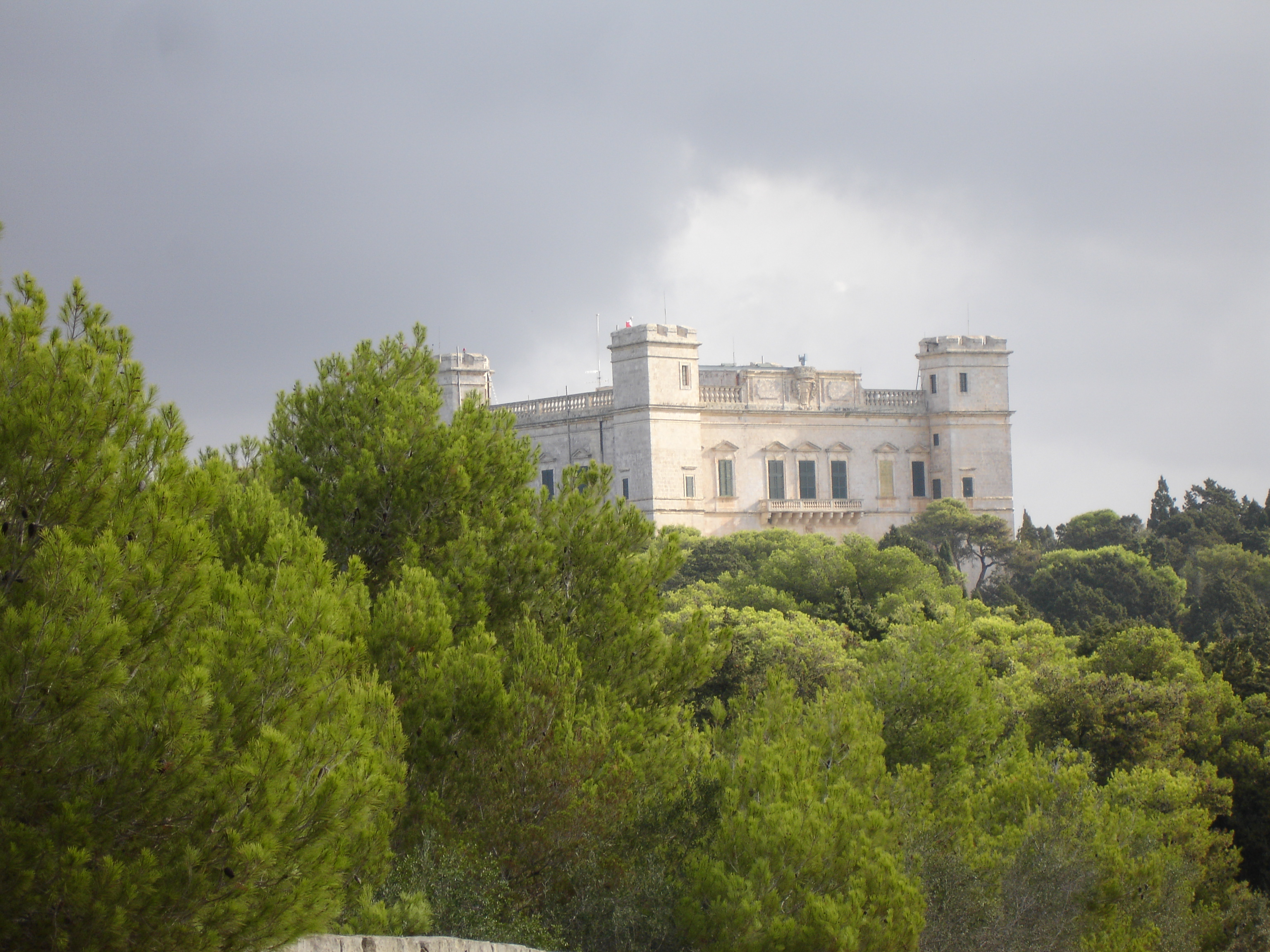
Palazzo Verdala, residenza estiva

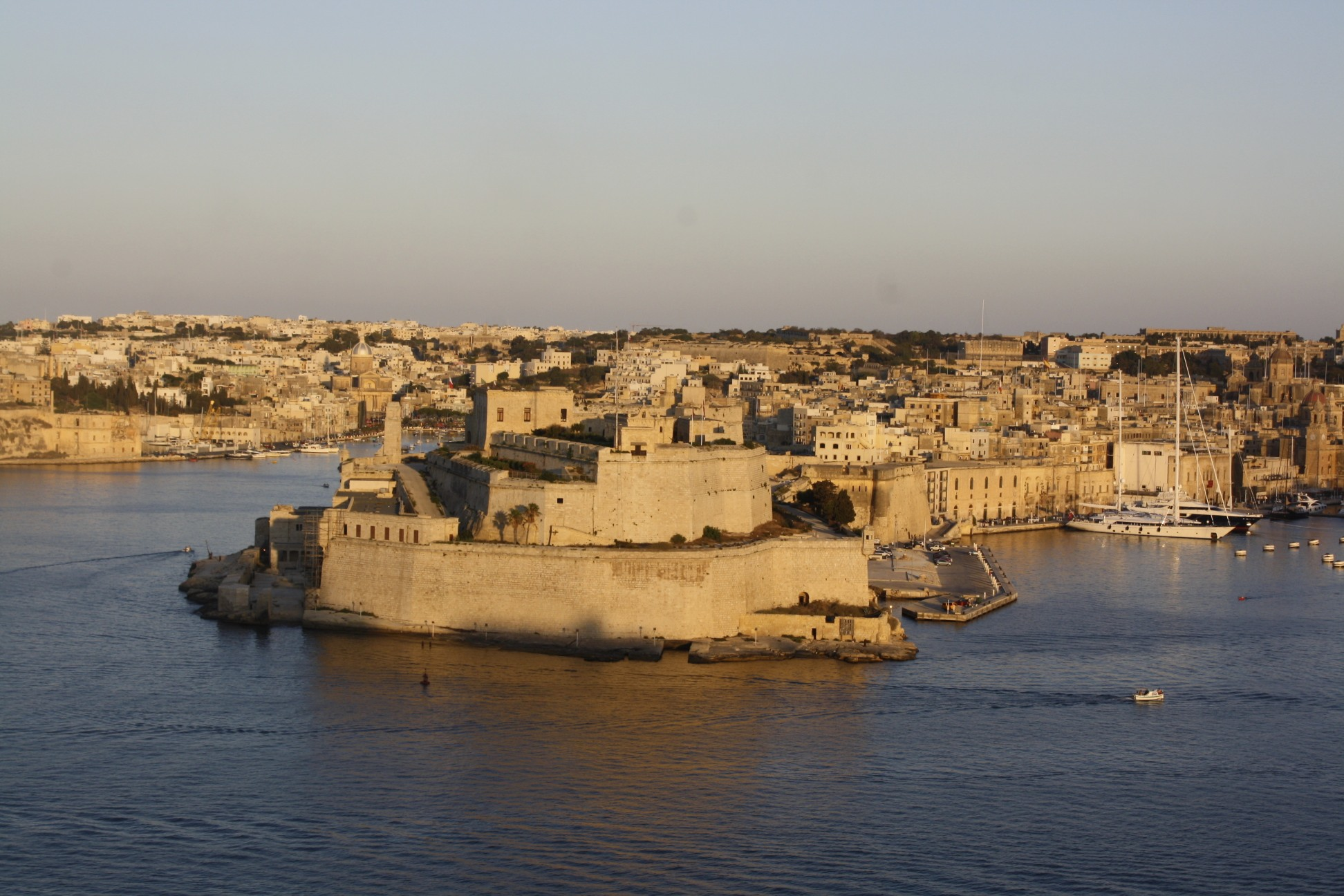
Forte Sant'Angelo

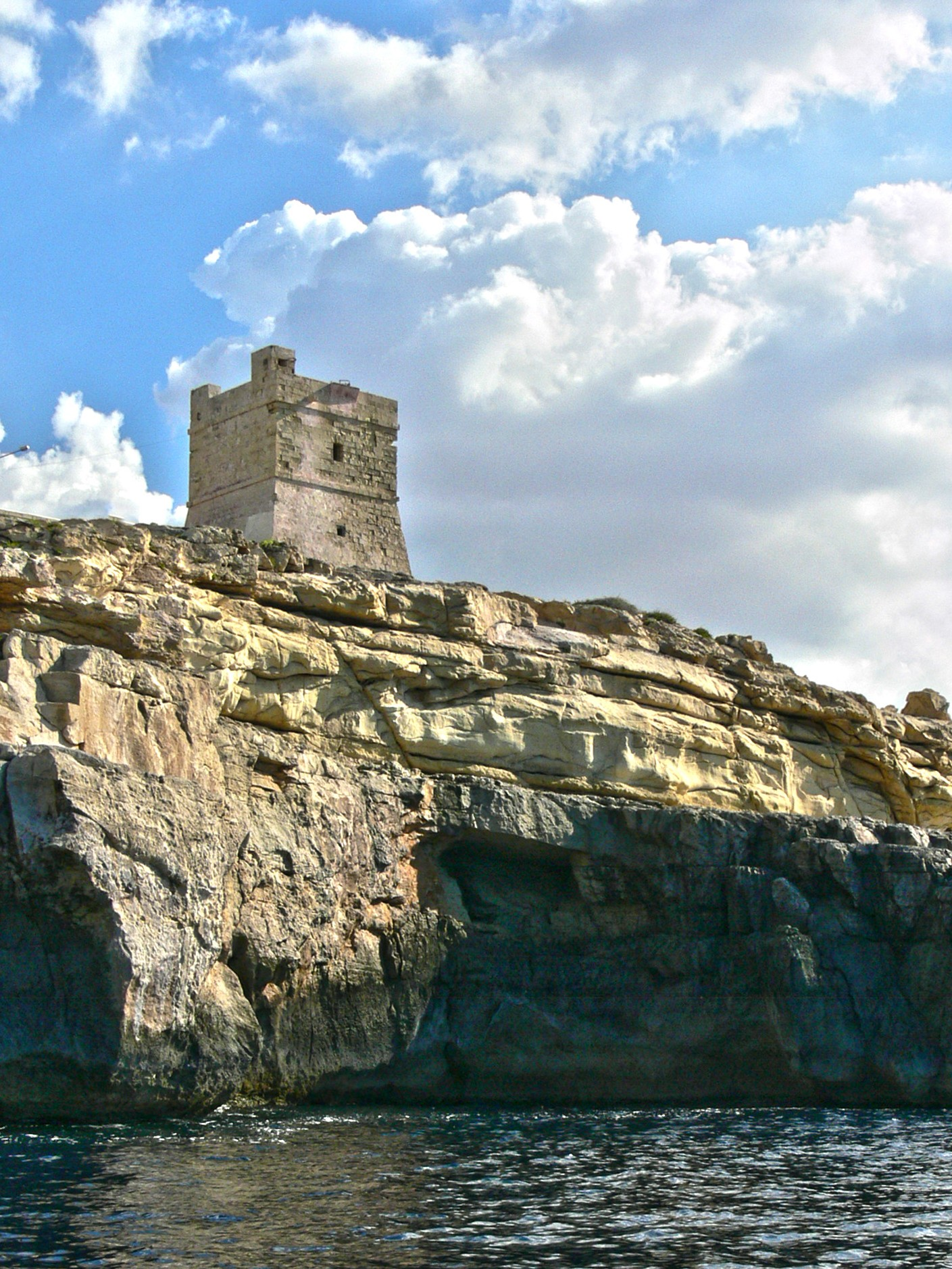
La torre Lascaris

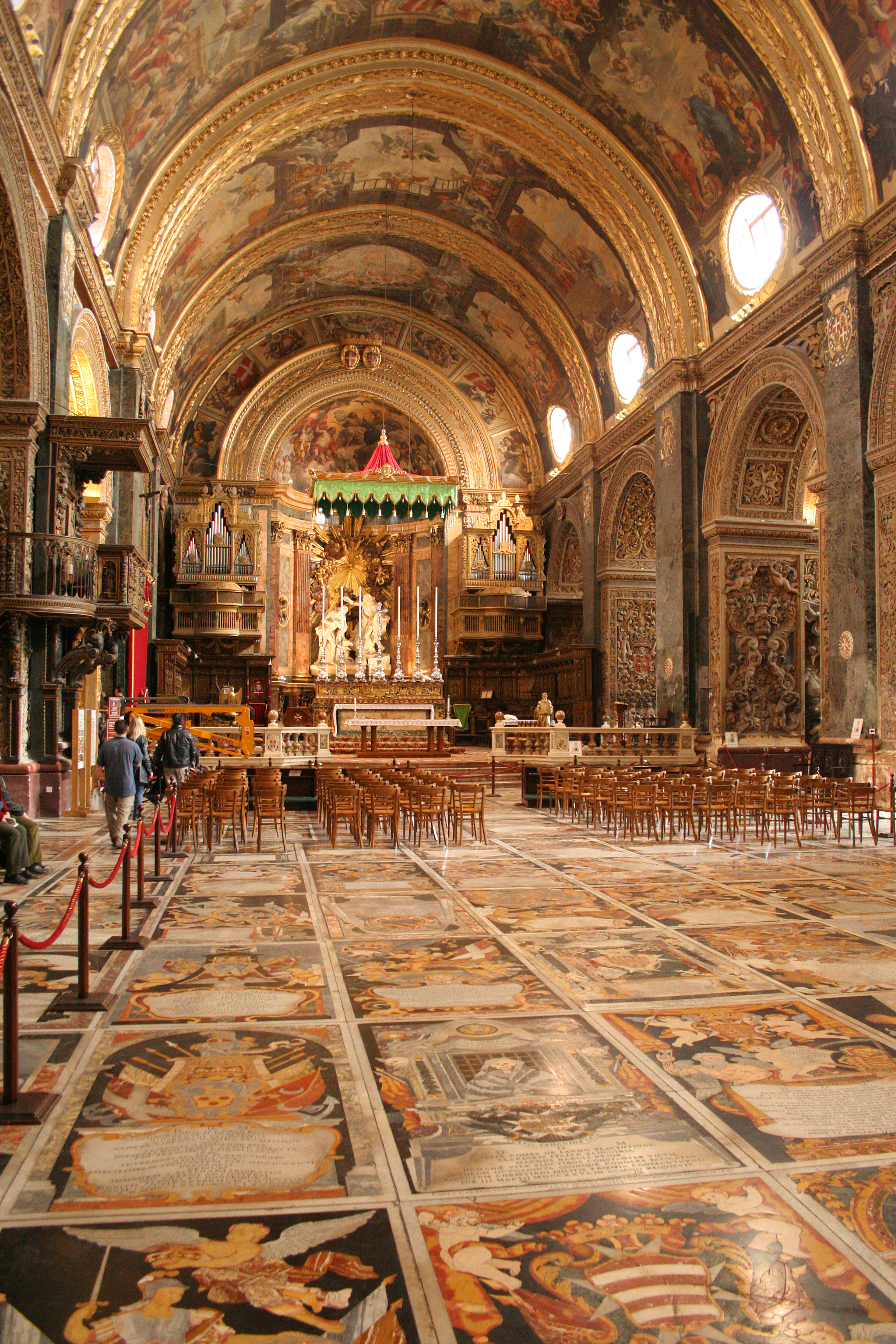
Concattedrale di San Giovanni: tombe dei Gran maestri

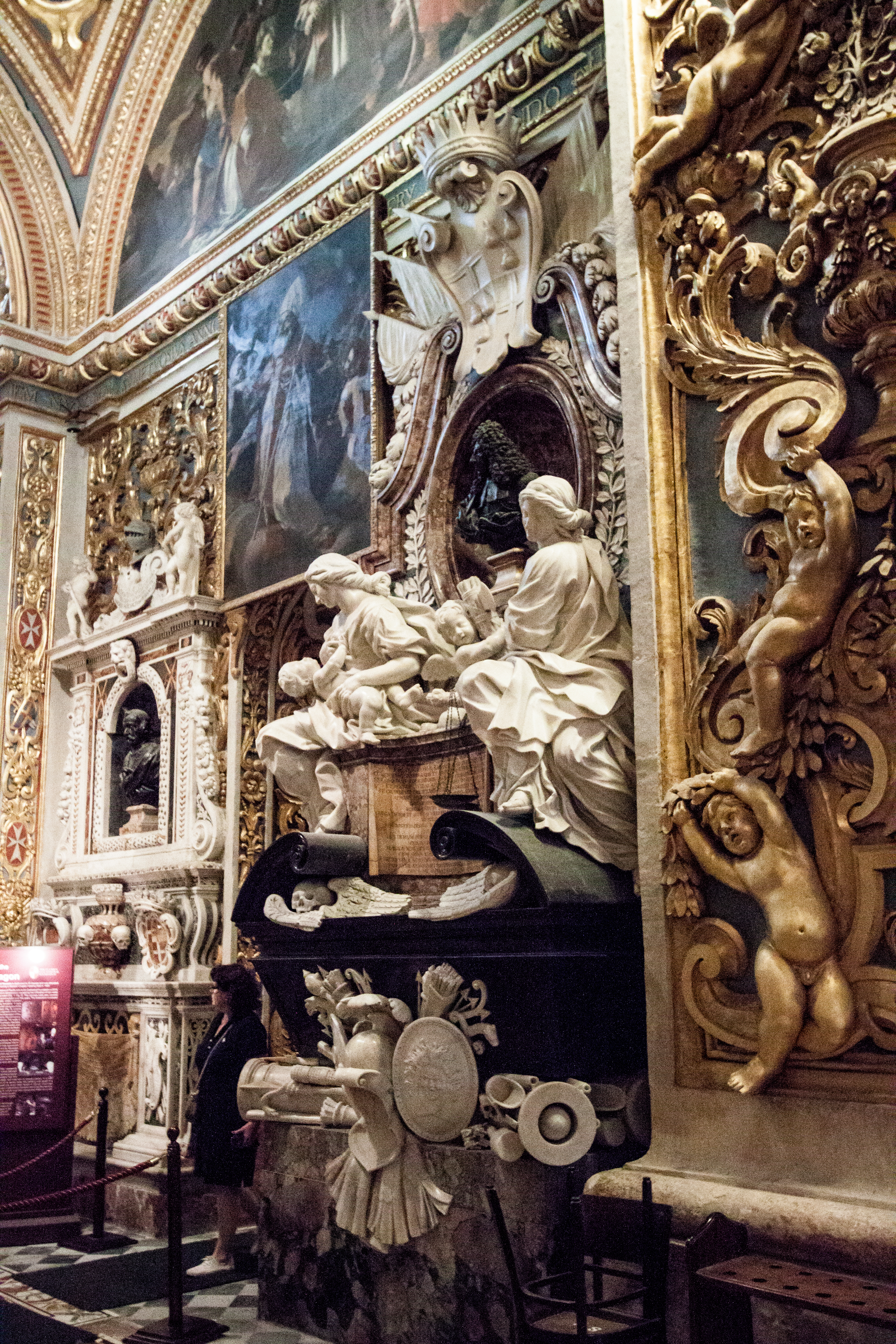
Il sepolcro di Ramon Perellos y Roccaful

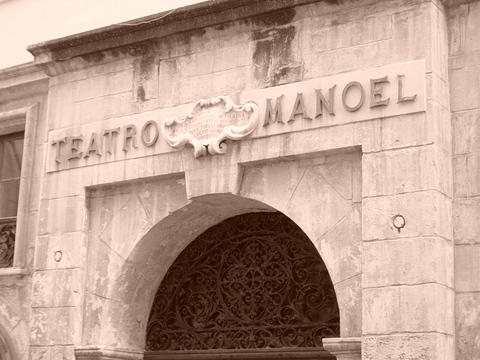
Il Teatro Manoel

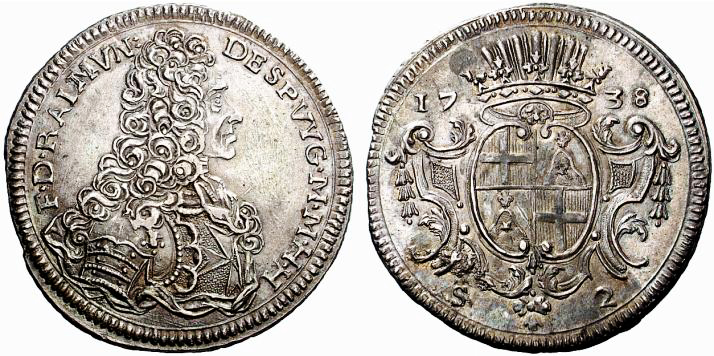
Due scudi di Ramon Despuig

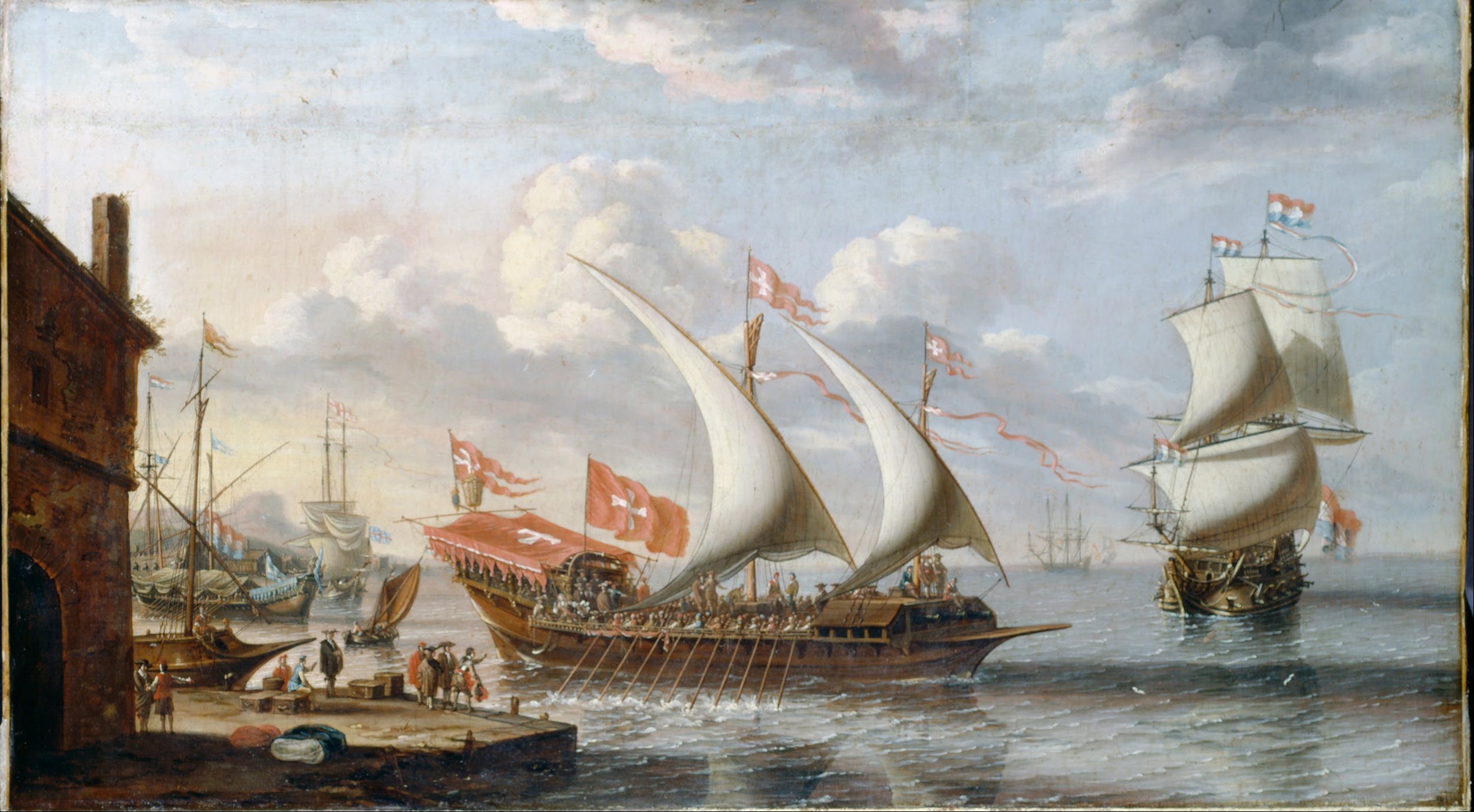
Il porto de La Valletta

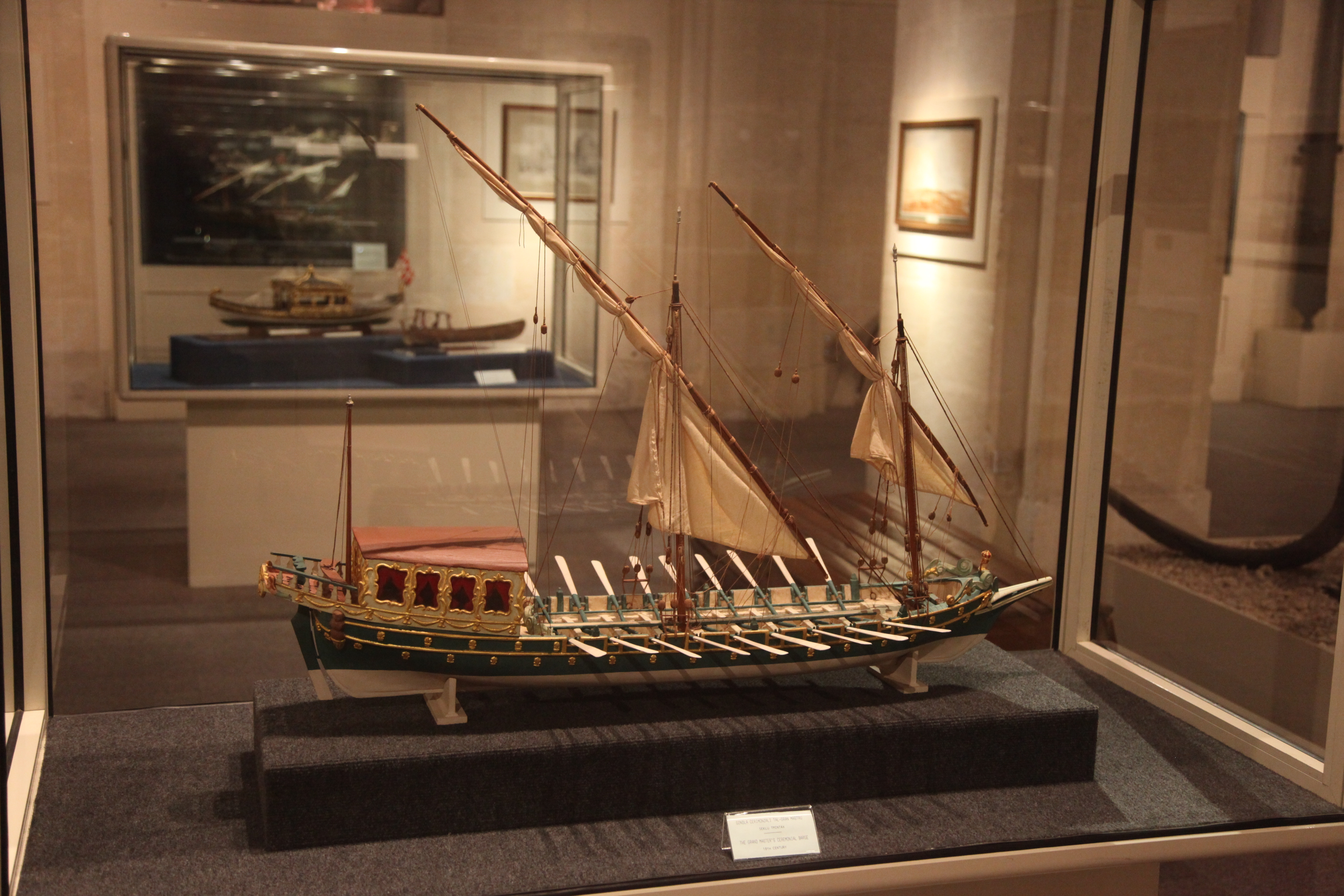
Modellino della galea cerimoniale del Gran maestro

| Ritratto | Titolo       | Nome                                   | Magistero                    | Note                                                                           |
|          | Gran maestro | Philippe de Villiers de L'Isle-Adam    | 1530-1534                    | ultimo dei Gran maestri Ospitalieri con sede a Rodi e primo di Malta           |
|          | Gran maestro | Piero de Ponte                         | 1534-1535                    | nativo di Asti                                                                 |
|          | Gran maestro | Didier de Saint-Jaille                 | 1535-1536                    | francese, morì durante la traversata per Malta                                 |
|          | Gran maestro | Juan de Homedes                        | 1536-1553                    | costruì un nuovo sistema di fortificazioni                                     |
|          | Gran maestro | Claude de la Sengle                    | 1553-1557                    | sviluppò Senglea e i forti                                                     |
|          | Gran maestro | Jean de la Valette                     | 1557-1568                    | fu protagonista dell'Assedio di Malta del 1565                                 |
|          | Gran maestro | Pietro del Monte                       | 1568-1572                    | della famiglia Ciocchi del Monte, congiunto di papa Giulio III                 |
|          | Gran maestro | Jean de la Cassiere                    | 1572-1581                    | fu deposto per la sua non gradita politica nei confronti di Venezia e Spagna   |
|          | Gran maestro | Hugues Loubenx de Verdalle             | 1581-1595                    | fece erigere Palazzo Verdala, residenza estiva                                 |
|          | Gran maestro | Martin Garzez                          | 1595-1601                    | cercò di portare l'accordo nell'Ordine                                         |
|          | Gran maestro | Alof de Wignacourt                     | 1601-1622                    | realizzò torri costiere e l'acquedotto omonimo                                 |
|          | Gran maestro | Luis Mendez de Vasconcellos            | 1622-1623                    | portoghese, il suo magistero fu brevissimo                                     |
|          | Gran maestro | Antoine de Paule                       | 1623-1636                    | potenziò la flotta magistrale                                                  |
|          | Gran maestro | Jean Baptiste de Lascaris de Castellar | 1636-1657                    | fece innalzare il forte Lascaris e si rese più indipendente dalla Spagna       |
|          | Gran maestro | Martin de Redin                        | 1657-1660                    | incrementò le fortificazioni                                                   |
|          | Gran maestro | Annet de Clermont-Gessant              | 1660                         | il suo regno fu assai breve                                                    |
|          | Gran maestro | Raphael Cotoner                        | 1660-1663                    | protesse le arti e ordinò la costruzione dell'arteria lungo il porto           |
|          | Gran maestro | Nicolas Cotoner                        | 1663-1680                    | è famoso soprattutto per il monumento sepolcrale, progettato da Domenico Guidi |
|          | Gran maestro | Gregorio Carafa                        | 1680-1690                    | italiano, potenziò le fortezze e abbellì la capitale                           |
|          | Gran maestro | Adrien de Wignacourt                   | 1690-1697                    | non viene ricordato per particolari motivi                                     |
|          | Gran maestro | Ramon Perellos y Roccaful              | 1697-1720                    | il suo sepolcro è un tipico esempio del barocco locale                         |
|          | Gran maestro | Marc'Antonio Zondadari                 | 1720-1722                    | sepolto nel duomo di Siena                                                     |
|          | Gran maestro | António Manoel de Vilhena              | 1722-1736                    | nel 1731 fece completare il Teatro Manoel                                      |
|          | Gran maestro | Ramon Despuig                          | 1736-1741                    | operò con successo contro i pirati barbareschi                                 |
|          | Gran maestro | Manuel Pinto de Fonseca                | 1741-1773                    | conobbe il conte Cagliostro che allora risiedeva a Malta                       |
|          | Gran maestro | Francisco Ximenes de Texada            | 1773-1775                    | attuò riforme inique che causarono il malcontento dei sudditi                  |
|          | Gran maestro | Emmanuel de Rohan-Polduc               | 1775-1797                    | scrisse due libri sulle vicende giurisdizionali dell'Ordine                    |
|          | Gran maestro | Ferdinand von Hompesch zu Bolheim      | 6 luglio 1797 17 luglio 1799 | ultimo Gran maestro sovrano, consegnò Malta a Napoleone Bonaparte              |